# Теория Кернера трёх фаз в транспортном потоке
Теория трех фаз Кернера представляет собой альтернативную теорию транспортных потоков, разработанную Борисом Кернером с 1996 по 2002 год. Эта теория фокусируется главным образом на объяснении физики перехода от свободного к плотному потоку (англ. traffic breakdown) и возникающих в результате этого перехода пространственно-временных структурах в плотном транспортном потоке на скоростных автомагистралях. Кернер описывает три фазы транспортного потока, в то время как классические теории, базирующиеся на фундаментальной диаграмме транспортного потока, рассматривают только две фазы: свободный поток и плотный поток (англ. congested traffic). Согласно Кернеру, в плотном потоке выделяются две фазы, синхронизованный поток и широкий движущийся кластер машин (локальный движущийся затор), (англ. wide moving jam). Соответственно существуют три фазы транспортного потока:
1. Свободный поток (F)
2. Синхронизованный поток (S)
3. Широкий движущийся кластер машин (J)

Фаза определяется как некоторое состояние транспортного потока, рассматриваемое в пространстве и времени.

## Свободный транспортный поток – фаза F
Эмпирические данные, относящиеся к свободному потоку, показывают положительную корреляцию между величиной потока {\displaystyle q}, измеряемой в количестве машин в единицу времени, и плотностью {\displaystyle \rho }, измеряемой в количестве машин на единицу длины дороги. Зависимость потока {\displaystyle q} от плотности {\displaystyle \rho } для свободного потока ограничена максимальным значением величины потока {\displaystyle q=q_{max}} и соответствующим критическим значением плотности {\displaystyle \rho =\rho _{max}} (рис. 1).

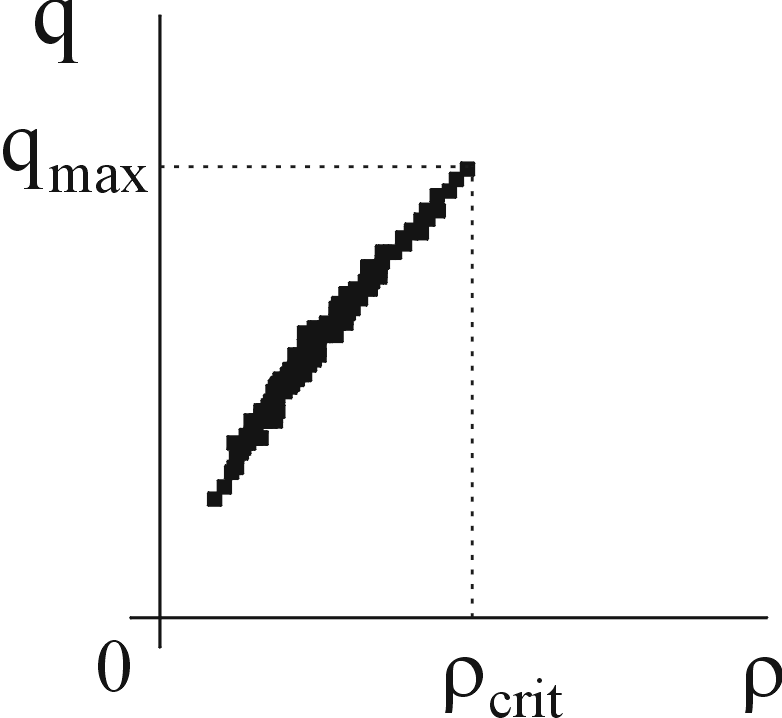
Рисунок 1:Величина потока в зависимости от плотности машин в свободном потоке

## Плотный транспортный поток
В плотном транспортном потоке, скорость машин меньше, чем минимально возможная скорость машин {\displaystyle v_{free}^{min}} в свободном потоке. Это означает, что прямая с наклоном равным минимальной скорости {\displaystyle v_{free}^{min}={\frac {q_{max}}{\rho _{crit}}}} в свободном транспортом потоке (штриховая линия на рис. 2) разделяет все эмпирические данные (точки) на плоскости поток-плотность на две области: слева от этой прямой находятся данные, относящиеся к свободному потоку, а справа – данные, относящиеся к плотному потоку.
Как следует из данных измерений, возникновение плотного потока обычно происходит вблизи неоднородности на автомагистрали, вызванной въездом на автомагистраль, съездом с неё, изменением числа полос, сужением дороги, подъёмом, и т.п. Такого типа неоднородность, вблизи которой может происходить переход к плотному транспортному потоку, в дальнейшем будет называться узким местом, или "бутылочным горлом".

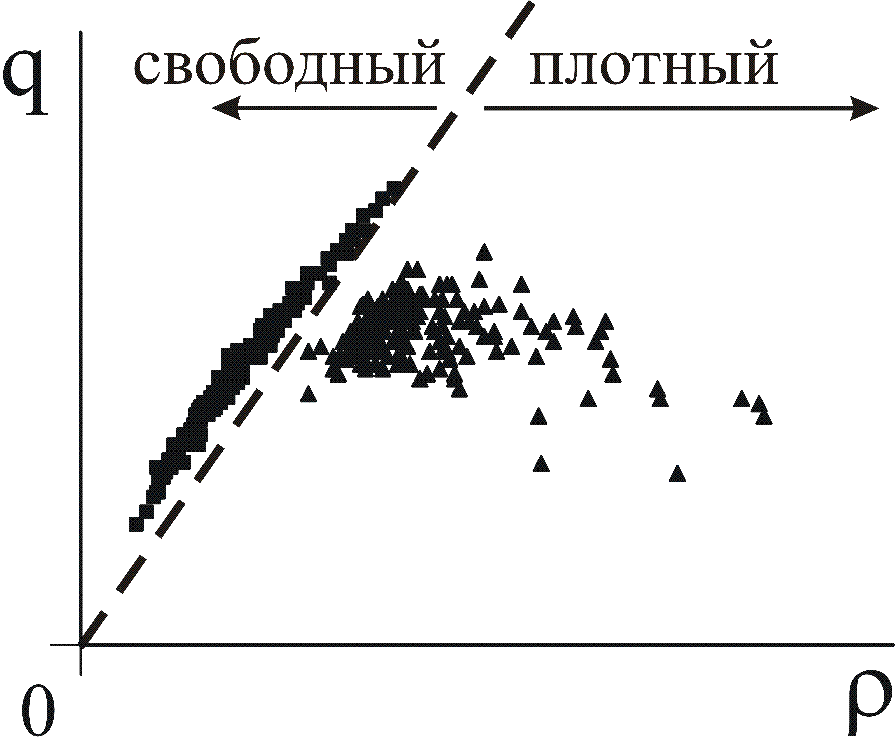
Рисунок 2: Величина потока в зависимости от плотности машин в свободном и плотном потоке

## Определение фаз J и S в плотном транспортном потоке
Определение фаз [J] и [S] в плотном потоке является результатом общих пространственно-временных свойств реальных данных, полученных в результате ежедневных измерений параметров транспортного потока во многих странах на различных скоростных автодорогах в течение многих лет. Фазы [J] и [S] определяются следующим образом.

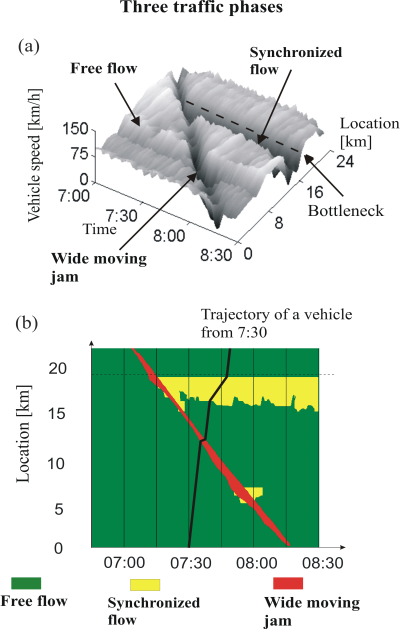
Рисунок 3: Данные измерений скорости машин в пространстве и времени (а) и их представление на координатно-временной плоскости (б)

Определение фазы [J] широкого движущегося кластера:
Задний по направлению движения фронт широкого движущегося кластера (локального движущегося затора), где машины, выезжающие из кластера, ускоряются вплоть до скорости свободного или синхронизованного потока, движется против потока со средней скоростью , проходя через все узкие места на скоростной автомагистрали. Это характеристическое свойство широкого движущегося кластера.
Определение фазы [S] синхронизованного потока:
Задний по направлению движения фронт области синхронизованного потока, где машины ускоряются вплоть до свободного потока, НЕ обладает характеристическим свойством широкого движущегося кластера. В частности, задний фронт синхронизованного потока часто фиксирован вблизи узкого места на скоростной автомагистрали.
Данные измерений средней скорости машин (рис. 3 (а)) иллюстрируют определения [J] и [S]. На рис 3 (а) имеются две пространственно-временные структуры плотного потока с низкой скорость машин. Одна из них распространяется против потока с почти постоянной скоростью заднего фронта через все узкие места на скоростной автомагистрали. Согласно определению [J], эта область плотного потока относится к фазе «широкого движущегося кластера». Напротив, задний фронт другой области плотного потока фиксирован вблизи места съезда машин с автомагистрали. Согласно определению [S], эта область плотного потока относится к фазе «синхронизованного потока» (рис. 3 (а) и (б)).

## Фундаментальная гипотеза теории трех фаз Кернера

### Однородные стационарные состояния синхронизованного потока
Фундаментальная гипотеза теории трех фаз Кернера формулируется для однородных стационарных состояний синхронизованного потока. Однородное стационарное состояние синхронизованного потока представляет собой "гипотетическое" состояние синхронизованного потока, в котором, в случае идентичных характеристик всех машин и всех водителей, машины движутся с одной и той же независящей от времени скоростью и на одинаковых  расстояниях друг от друга, т.е. в таком состоянии синхронизованный поток однороден в пространстве и не меняется во времени.

### Бесконечное число значений расстояния между машинами при заданной скорости машин

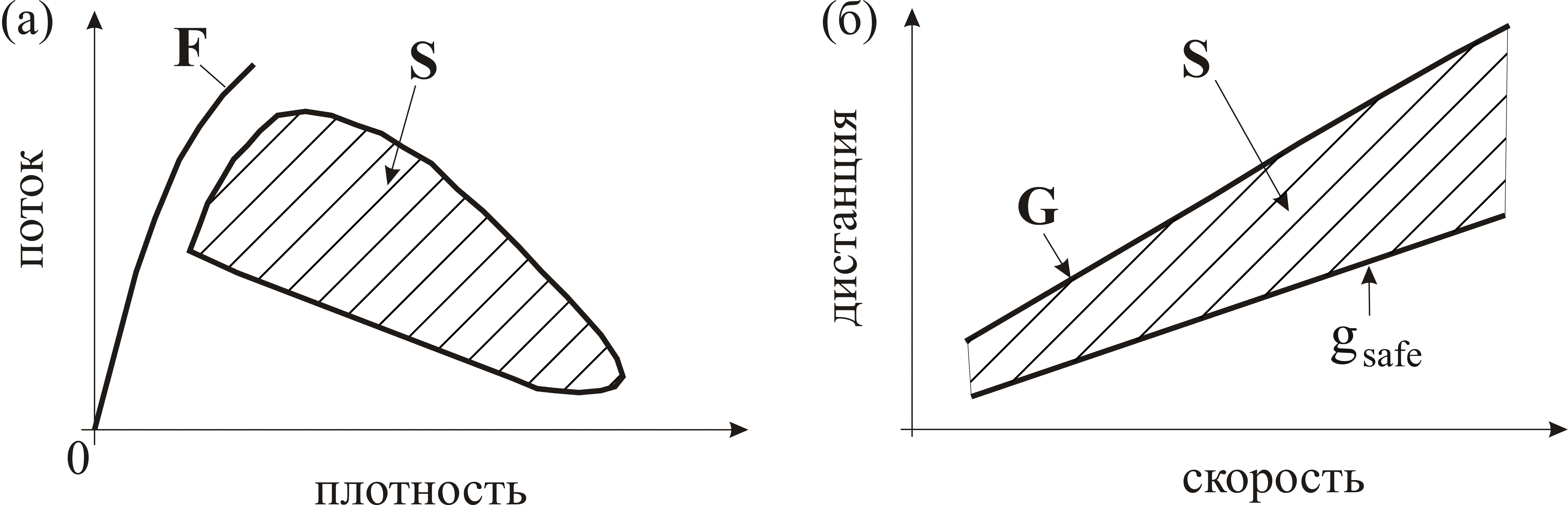
Рисунок 4: Фундаментальная гипотеза теории трех фаз Кернера: (а) качественное представление на плоскости поток-плотность состояний свободного потока (F) и двумерной области однородных стационарных состояний синхронизованного потока (заштрихованная область S) для многополосной автодороги. (б) Часть показанной на рис. (а) двумерной области однородных стационарных состояний синхронизованного потока на плоскости дистанция-скорость (заштрихованная область S). На (б), и представляют собой соответственно дистанцию синхронизации скорости и безопасное расстояние между двумя машинами, следующими друг за другом.

Фундаментальная гипотеза теории трех фаз Кернера формулируется следующим образом: Однородные стационарные состояния синхронизованного потока покрывают двумерную (2D) область на плоскости поток-плотность (2D область S на рис. 4 (а)). Множество состояний свободного потока (F) перекрывается по плотности с множеством однородных стационарных состояний синхронизованного потока. На многополосной автодороге состояния свободного потока и однородные стационарные состояния синхронизованного потока разделены некоторым интервалом потоков и, следовательно, некоторым интервалом скоростей при одной и той же заданной плотности машин; при этом для каждого заданного значения плотности скорость синхронизованного потока меньше чем скорость свободного потока. 
В соответствии с фундаментальной гипотезой теории трёх фаз Кернера, при заданной скорости в синхронизованном потоке, водитель может сделать "произвольный выбор" дистанции до машины впереди в пределах некоторого конечного диапазона, относящегося к 2D области однородных стационарных состояний синхронизованного потока (рис. 4 (б))): при постоянной скорости машины впереди водитель может принимать различную дистанцию в различные моменты времени, т.е. он не обязан поддерживать фиксированную дистанцию до машины впереди.
Фундаментальная гипотеза теории трех фаз Кернера противоречит гипотезе предшествующих теорий транспортного потока о фундаментальной диаграмме транспортного потока, которая представляет собой зависимость потока от плотности в виде одномерной кривой на плоскости поток-плотность.

## Свойства процесса следования машин одна за другой в теории трёх фаз
В теории трёх фаз Кернера, машина ускоряется, когда расстояние {\displaystyle g}до машины впереди больше чем дистанция синхронизации скорости {\displaystyle G}, т.е. при {\displaystyle g>G} (обозначено словом "ускорение" на рис. 5); машина тормозит, когда расстояние {\displaystyle g} меньше чем безопасное расстояние {\displaystyle g_{\rm {safe}}}, т.е. при {\displaystyle g<g_{\rm {safe}}}  (обозначено словом "торможение" на рис. 5).

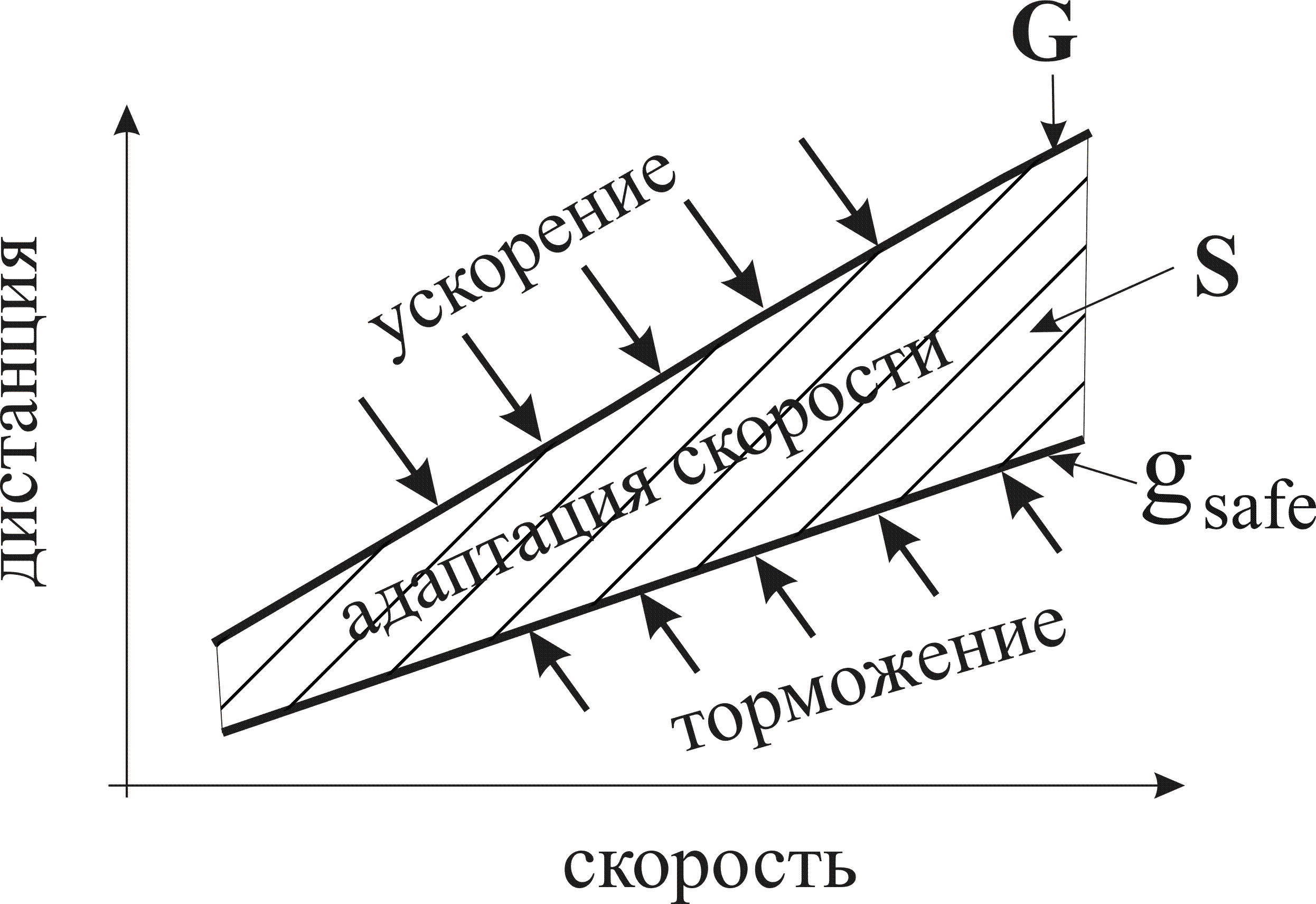
Рисунок 5: Качественно объяснение свойства процесса следования машин одна за дугой (car-following) в теории трёх фаз Кернера: машина ускоряется при расстоянии и тормозит при расстоянии, в то время как при условии машина адаптирует свою скорость к скорости машины впереди, не заботясь от том, каким точно является расстояние между машинами. Заштрихованная область синхронизованного потока взята из рис. 4(б).

Дистанция синхронизации скорости {\displaystyle G}  представляет собой расстояние {\displaystyle g} до машины впереди, в пределах которого машина стремится адаптировать свою скорость к скорости машины впереди, не заботясь от том, каким точно является расстояние между машинами, до тех пор пока это расстояние не меньше безопасного {\displaystyle g_{\rm {safe}}} (обозначено как "адаптация скорости" на рис. 5). Таким образом, в теории трёх фаз Кернера при следовании машин одна за другой (в английской терминологии car following) расстояние {\displaystyle g} может быть любым в пределах определённого диапазона
{\displaystyle g_{\rm {safe}}\leq g\leq G}.

## Возникновение плотного потока (traffic breakdown) – F → S фазовый переход
Переход от свободного к плотному потоку в англоязычной литературе известен как traffic breakdown. В теории трёх фаз Кернера такой переход объясняется возникновением фазы синхронизованного потока, т.е. F→S фазовым переходом. Такое объяснение основывается на имеющихся данных измерений, которые показывают, что после возникновения плотного потока вблизи узкого места на автомагистрали задний фронт возникшего плотного потока фиксирован вблизи этого узкого места. Таким образом, возникший плотный поток удовлетворяет определению [S] фазы синхронизованного потока.
Используя данные измерений, Кернер сделал вывод, что синхронизованный поток может возникать в свободном потоке спонтанно (спонтанный F→S переход) или индуцированным образом (индуцированный F→S переход). Спонтанный F→S переход означает, что переход к синхронизованному потоку происходит в случае, когда до момента перехода в окрестности узкого места существует свободный поток, а сам фазовый переход происходит в результате роста внутреннего возмущения транспортного потока. В противоположность этому, индуцированный F→S переход происходит из-за возмущения транспортного потока, которое первоначально возникает на некотором удалении от положения узкого места. Обычно индуцированный F→S переход связан с распространением в направлении против потока области синхронизованного потока или же широкого движущегося кластера, которые первоначально возникли вблизи следующего в направлении потока узкого места. Эмпирический пример индуцированного фазового перехода, приводящего к возникновению синхронизованного потока, показан на рис. 3: синхронизованный поток возникает благодаря распространению против потока широкого движущегося кластера.

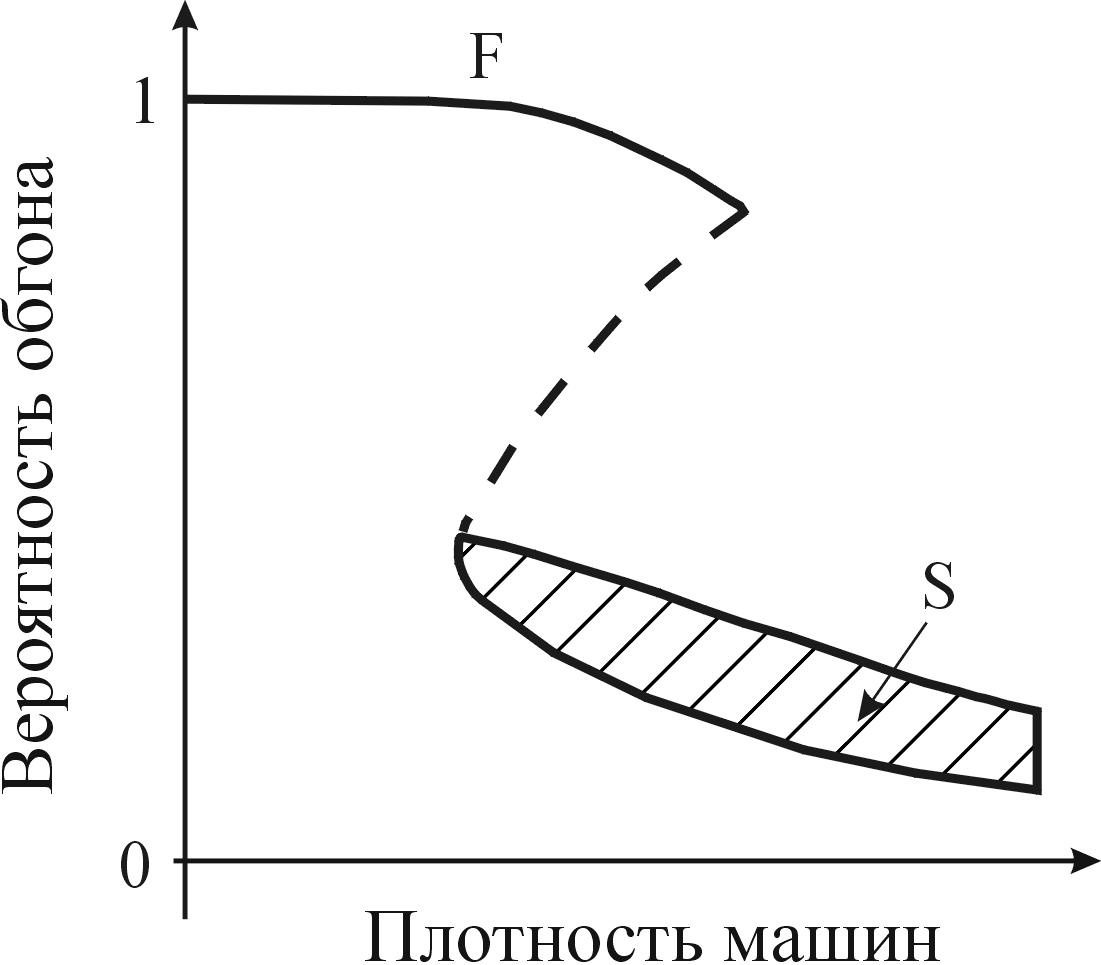
Рисунок 6: Объяснение фазового перехода к плотному потоку (traffic breakdown) на основе Z-образной нелинейной функции вероятности обгона (вероятности «переускорения») в теории Кернера. Пунктирная линия описывает критическое значение вероятности обгона как функцию плотности машин.

Кернер объясняет природу F→S фазового перехода с помощью «соревнования» во времени и пространстве двух противоположных процессов: ускорения машины при обгоне более медленной машины впереди, названном «переускорением», и, в случае когда обгон невозможен, торможения машины до скорости более медленной машины, названном «адаптация скорости». «Переускорение» поддерживает дальнейшее существование свободного потока. Напротив, «адаптация скорости» ведёт к синхронизованному потоку. Кернер постулировал, что вероятность обгона, которая совпадает с вероятностью «переускорения», является разрывной функцией плотности (рис. 6): при данной плотности машин вероятность обгона в свободном потоке много больше, чем в синхронизованном потоке.

## Бесконечное число пропускных способностей скоростной автомагистрали
Спонтанное образование плотного потока, т.е. спонтанный F→S фазовый переход может произойти в широком диапазоне значений величины потока {\displaystyle q} в свободном транспортном потоке. Основываясь на эмпирических данных измерений, Кернер сделал вывод, что из-за возможности как спонтанного, так и индуцированного F→S фазового перехода на одном и том же узком месте скоростной автомагистрали, существует бесконечное число значений пропускной способности автомагистрали в свободном потоке. Это бесконечное число значений пропускной способности находится в диапазоне между минимальным {\displaystyle q_{th}} и максимальным {\displaystyle q_{max}} значениями пропускной способности (рис. 7).

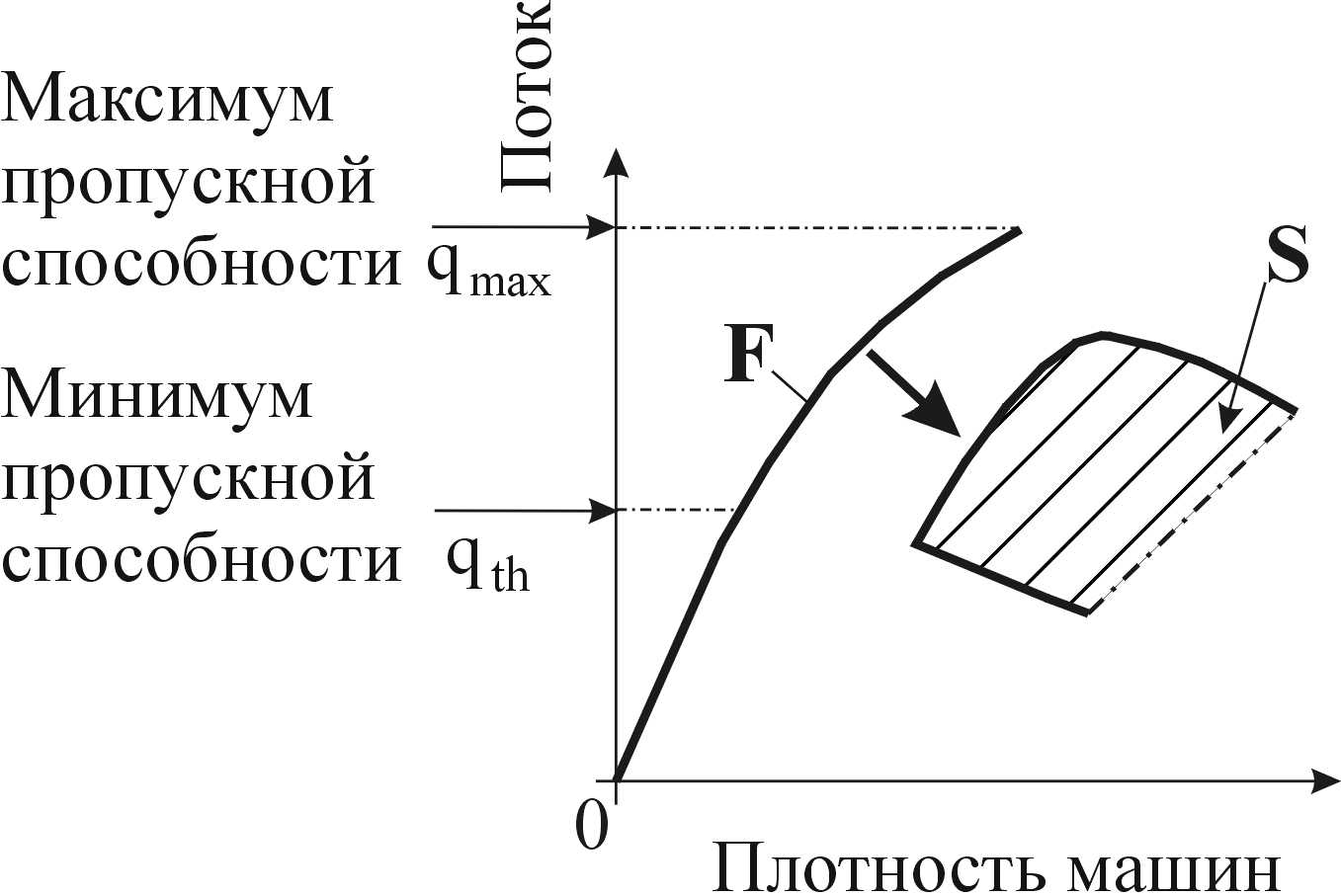
Рисунок 7: Максимум минимум пропускной способности скоростной автомагистрали в теории трёх фаз Кернера

Если величина потока близка к максимальному значению пропускной способности {\displaystyle q_{max}}, то уже достаточно малое возмущение в свободном потоке вблизи узкого места приведёт к спонтанному F→S фазовому переходу. С другой стороны, если величина потока близка к минимальному значению пропускной способности {\displaystyle q_{th}}, то только возмущение очень большой амплитуды способно привести к спонтанному F → S фазовому переходу. Вероятность возникновения малых возмущений в свободном транспортном потоке много выше, чем вероятность возникновения возмущений большой амплитуды. По этой причине, чем выше величина потока {\displaystyle q} в свободном потоке вблизи узкого места, тем выше вероятность спонтанного F → S фазового перехода. Если величина потока {\displaystyle q} меньше чем минимальная пропускная способность {\displaystyle q_{th}}, то возникновение плотного потока (F→S переход) невозможно.
Бесконечное число значений пропускной способности автомагистрали вблизи узкого места может быть объяснено тем, что свободный поток при значениях величины потока {\displaystyle q} в диапазоне 
{\displaystyle q_{th}\leq q<q_{max}}
является метастабильным. Это означает, что при возникновении малых возмущений свободный поток сохраняется, т.е. является устойчивым относительно малых возмущений. Однако для больших возмущений свободный поток оказывается неустойчивым и происходит F → S фазовый переход к синхронизованному потоку.
Бесконечное число значений пропускной способности автомагистрали вблизи узкого места в теории трёх фаз Кернера фундаментально противоречит классическим теориям транспортного потока и методам управления и автоматического регулирования транспортных потоков, которые предполагают существование в любой момент времени некоторой определённой (фиксированной или случайной) пропускной способности. Напротив, в теории Кернера в любой момент времени существует бесконечное количество значений пропускной способности в диапазоне величины потока {\displaystyle q} в свободном потоке от {\displaystyle q_{th}} до {\displaystyle q_{max}}, в котором свободный поток находится в метастабильном состоянии. В свою очередь, параметры {\displaystyle q_{th}} и {\displaystyle q_{max}} могут зависеть от типов машин, погоды, и т.п.

## Широкие движущиеся кластеры (локальные движущиеся заторы) – фаза J
Широкий движущийся кластер может быть назван широким только при условии, что его ширина (вдоль дороги) заметно превышает ширину фронтов кластера. Средняя скорость движения машин внутри широкого движущегося кластера много меньше, чем скорость машин в свободном потоке. На заднем фронте кластера машины могут ускоряться вплоть до свободного потока. На переднем фронте кластера машины, подъезжающие к фронту, должны сильно уменьшать свою скорость. Согласно определению [J], широкий движущийся кластер обычно сохраняет среднюю скорость заднего фронта {\displaystyle v_{g}}, даже если кластер проходит через другие фазы транспортного потока и узкие места. Величина потока сильно падает внутри широкого движущегося кластера.

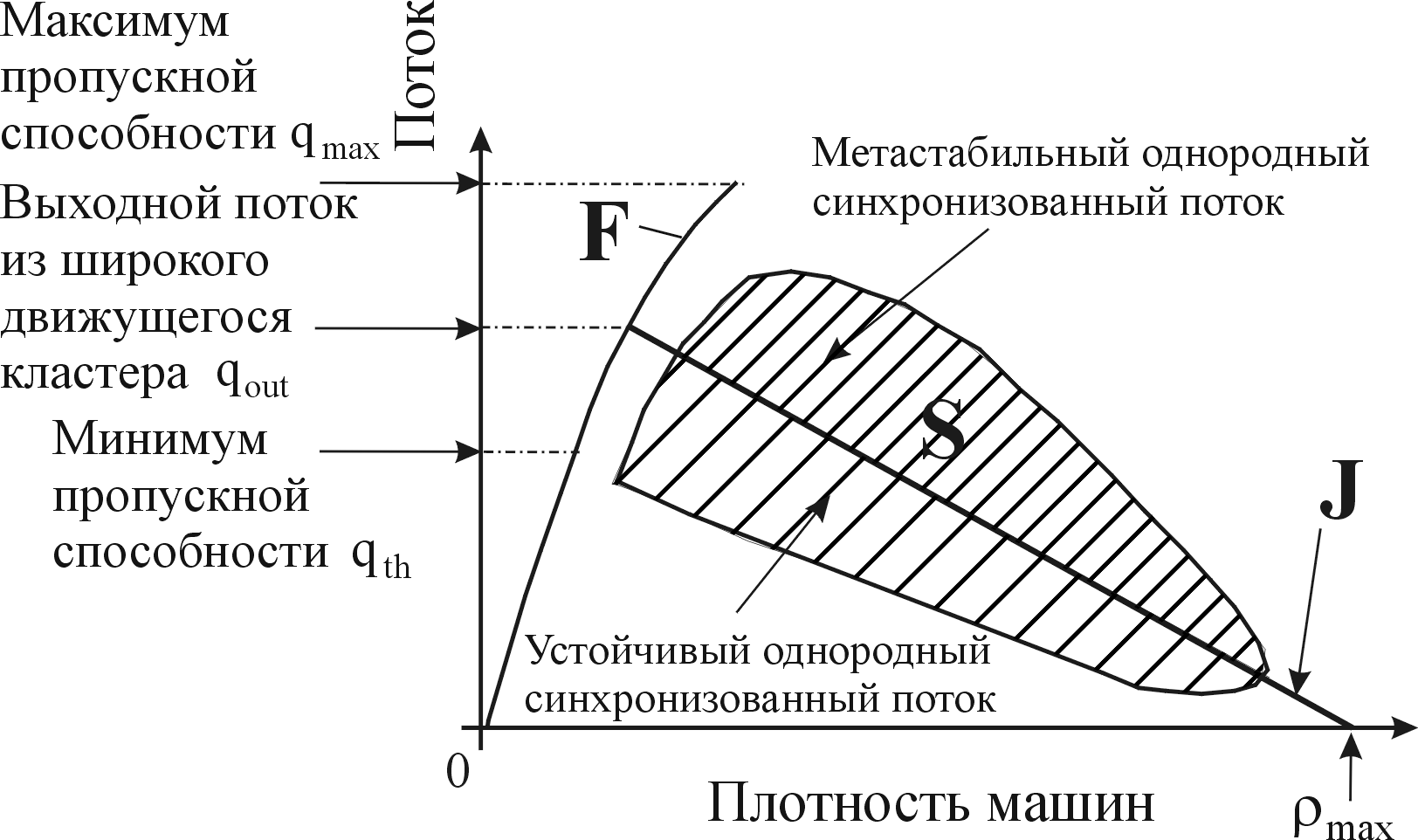
Рисунок 8: Три фазы транспортного потока в плоскости поток-плотность в теории трёх фаз Кернера

Полученные Кернером эмпирические результаты показывают, что некоторые характеристические параметры широких движущихся кластеров не зависят от величины потока на дороге и особенностей узкого места (где и когда кластер возник). Однако, эти характеристические параметры зависят от погоды, дорожных условий, конструктивных характеристик машин, процента длинных машин, и т.п. Скорость заднего фронта широкого движущегося кластера {\displaystyle v_{g}} в противоположном потоку направлении является характеристическим параметром, так же как и величина выходного потока {\displaystyle q_{out}} из кластера в случае, когда свободный поток формируется после кластера (рис. 8). Это означает, что разные широкие движущиеся кластеры имеют одинаковые параметры при одинаковых условиях. Благодаря этому эти параметры могут быть предсказаны. Движение заднего фронта широкого движущегося кластера может быть показано на плоскости поток-плотность с помощью прямой называемой линия J (рис. 8). Наклон линии J равен скорости заднего фронта {\displaystyle v_{g}}, в то время как координата пересечения линии J с осью абсцисс (при нулевом потоке) отвечает плотности машин {\displaystyle \rho _{max}} в широком движущемся кластере.
Кернер подчёркивает, что минимум пропускной способности {\displaystyle q_{th}} и величина выходного потока из широкого движущегося кластера {\displaystyle q_{out}} описывают два качественно различных свойства свободного транспортного потока. Минимум пропускной способности {\displaystyle q_{th}} относится к F → S фазовому переходу вблизи узкого места, т.е. к возникновению плотного потока (traffic breakdown). В свою очередь, величина выходного потока из широкого движущегося кластера {\displaystyle q_{out}} характеризует условия существования таких кластеров, т.е. фазы J. В зависимости от внешних условий, таких как погода, процент длинных машин в потоке, и т.п., а также от характеристик узкого места, вблизи которого может произойти F→S фазовый переход, минимум пропускной способности {\displaystyle q_{th}} может быть как меньше (рис. 8) так и больше чем величина выходного потока {\displaystyle q_{out}}.

## Синхронизованный транспортный поток – фаза S
В отличие от широких движущихся кластеров, в синхронизованном потоке, как величина потока {\displaystyle q}, так и скорость машин могут меняться заметным образом. Задний по направлению потока фронт синхронизованного потока часто фиксирован в пространстве (см. определение [S]), обычно вблизи расположения узкого места. Величина потока {\displaystyle q} в фазе синхронизованного потока может оставаться почти такой же, как и в свободном потоке, даже если скорость машин сильно уменьшается.
Поскольку синхронизованный поток не имеет характеристического свойства фазы широкого движущегося кластера J, в теории трёх фаз Кернера предполагается, что гипотетические однородные состояния синхронизованного потока покрывают двумерную область в плоскости поток-плотность (см. заштрихованную область на рис. 8).

## S → J фазовый переход
Широкие движущиеся кластеры не возникают в свободном потоке, но они могут возникать в области синхронизованного потока. Этот фазовый переход называется S → J фазовый переход.
Таким образом, образование широких движущихся кластеров в свободном потоке наблюдается в результате каскада F → S → J фазовых переходов: сначала, область синхронизованного потока возникает внутри свободного потока. Как объяснено выше, такой F → S фазовый переход происходит в большинстве случаев вблизи узкого места. Далее внутри синхронизованного потока происходит "сжатие" потока, т.е. плотность машин возрастает, в то время как их скорость падает. Это сжатие называется "пинч" эффект. В области синхронизованного потока, где происходит пинч эффект, возникают узкие движущиеся кластеры. Кернер показал, что частота возникновения узких движущихся кластеров тем выше, чем выше плотность в синхронизованном потоке. По мере того как эти узкие движущиеся кластеры нарастают, некоторые из них трансформируются в широкие движущиеся кластеры, другие же исчезают. Широкие движущиеся кластеры в дальнейшем распространяются против потока, проходя через все области синхронизованного потока и через все узкие места.
Чтобы детальнее проиллюстрировать S → J фазовый переход, следует заметить, что в теории трёх фаз Кернера линия J делит все однородные состояния синхронизованного потока на две области (рис. 8). Состояния выше линии J являются метастабильными относительно образования широких движущихся кластеров, в то время как состояния ниже линии J являются устойчивыми. Метастабильные состояния синхронизованного потока означают, что относительно малых возникающих возмущений состояние потока остаётся устойчивым, однако при больших возмущениях в синхронизованном потоке происходит S → J фазовый переход.

## Неоднородные пространственно-временные структуры транспортного потока, состоящие из фаз S и J
В эмпирических данных можно наблюдать очень сложные пространственно-временные структуры в плотном транспортном потоке, образовавшиеся в результате F → S and S → J фазовых переходов.

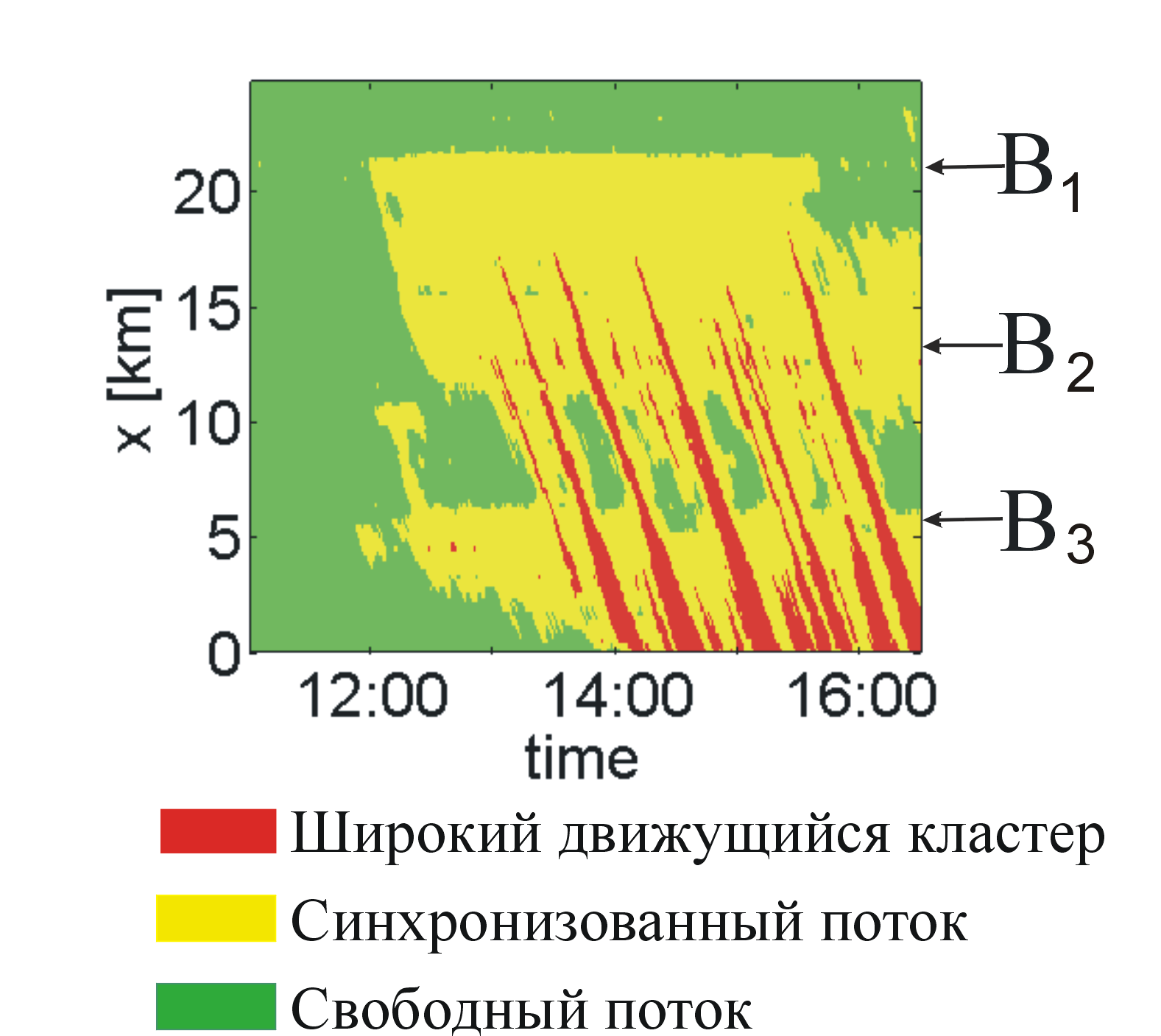
Рисунок 9: ЕОП измеренная на магистрали с тремя узкими местами, и

Неоднородная пространственно-временная структура, которая состоит только из синхронизованного потока, называется структурой синхронизованного потока (СП). Когда задний фронт СП фиксирован вблизи узкого места на дороге, а передний фронт не распространяется против потока, такая СП называется локализованная структура синхронизованного потока (ЛСП). Однако часто передний фронт структуры синхронизованного потока распространяется в направлении против потока. Если при этом задний фронт по-прежнему остаётся фиксирован вблизи узкого места, то ширина области синхронизованного потока увеличивается. Такая структура называется расширяющаяся структура синхронизованного потока (РСП). Возможна также ситуация, когда задний фронт синхронизованного потока уже не фиксирован вблизи узкого места, а оба фронта синхронизованного потока движутся в направлении против потока. Такая структура называется бегущая, или мигрирующая структура синхронизованного потока (МСП).
Разница между пространственно-временными структурами, состоящими из только синхронизованного потока, и широкими движущимися кластерами становится особенно ясной, когда РСП или МСП достигают следующего узкого места расположенного вверх по течению транспортного потока. В этом случае структура синхронизованного потока "захватывается" на этом узком месте (так называемый "catch-effect" в англоязычной терминологии), и возникает новая пространственно-временная структура в транспортном потоке. Напротив, широкий движущийся кластер не захватывается вблизи узкого места, а распространяется дальше против потока, т.е. пробегая через узкое место на дороге. Кроме того, в отличие от широкого движущегося кластера, структура синхронизованного потока, даже если она распространяется в виде МСП, не имеет характеристических параметров. В результате, скорость заднего фронта МСП может заметно меняться в процессе распространения, и эта скорость может быть разной у разных МСП. Данные особенности структур синхронизованного потока и широких движущихся кластеров вытекают из определения фаз [S] и [J].
Наиболее типичная пространственно-временная структура плотного транспортного потока состоит из обеих фаз [S] and [J]. Такая структура называется общей структурой плотного потока (ОП).
На многих скоростных автомагистралях узкие места располагаются очень близко друг к другу. Пространственно-временная структура, в которой синхронизованных поток охватывает два и более узких места, называется единой структурой плотного потока (ЕП). ЕП может состоять только из синхронизованного потока, тогда она называется ЕСП (единая структура синхронизованного потока). Однако обычно широкие движущиеся кластеры возникают в синхронизованном потоке. В этом случае ЕП называется ЕОП (единая общая структура плотного потока) (см. рис. 9).

## Применение теории трёх фаз Кернера для интеллектуальных транспортных технологий

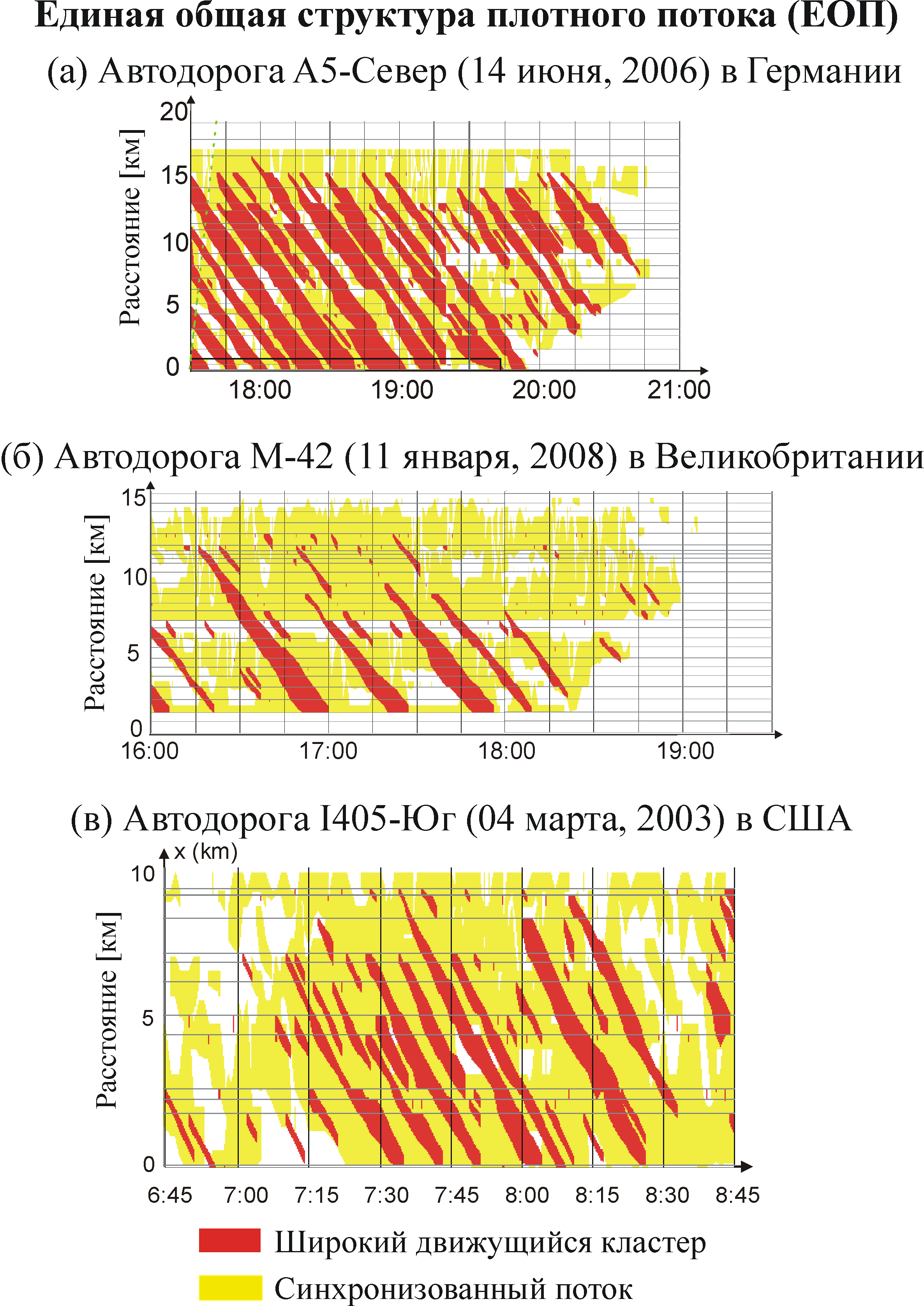
Рисунок 10: Пространственно-временная структура транспортного потока, полученная методом ASDA/FOTO в трёх странах

Кернер с сотрудниками предложил и частично внедрил в эксплуатацию целый ряд новых методов интеллектуальных транспортных технологий. Одним из внедрённых и уже установленных на скоростных автодорогах применений теории трёх фаз Кернера является метод ASDA/FOTO. Метод ASDA/FOTO функционирует в работающей онлайн системе регулирования транспортных потоков, где на основе измерений выделяются фазы [S] и [J] в плотном транспортном потоке. Распознавание, отслеживание, и прогнозирование положений фаз [S] и [J] осуществляется на основе методов теории трёх фаз Кернера. Метод ASDA/FOTO реализован в компьютерной системе, способной быстро и эффективно обрабатывать большие объёмы данных, измеренных датчиками в сети скоростных автомагистралей (см. примеры из трёх стран на рис. 10).
Дальнейшее развитие приложений теории трёх фаз Кернера связано с разработкой и усовершенствованием моделей для транспортных симуляторов, методов регулирования въездного потока на автомагистраль (ANCONA), методов коллективного регулирования транспортных потоков, системы автоматического ассистента водителя, и методов детектирования состояния транспортного потока, описанных в книгах Кернера.

## Публикации
- B.S. Kerner, Introduction to Modern Traffic Flow Theory and Control: The Long Road to Three-Phase Traffic Theory, Springer, Berlin, New York 2009
- B.S. Kerner, The Physics of Traffic, Springer, Berlin, New York 2004